# Barnett Stross
Sir Barnett Stross KBE (25. prosince 1899–13. května 1967) byl britský lékař a politik. Byl dvacet let poslancem dolní sněmovny parlamentu Spojeného království, kde se jako lékař angažoval za reformy v průmyslové legislativě na ochranu zdraví pracujících. Byl hlavním iniciátorem kampaně za obnovu Lidic, zvané Lidice shall live (Lidice budou žít).

## Lékař a politik
Barnett Stross se narodil v židovské rodině Samuela a Cecilie Strasbergových, která v té době žila v Polsku. Když mu byly 3 roky, celá rodina (měl 11 sourozenců) se odstěhovala do Leedsu v Anglii. Stross zde později zakončil své studium doktorátem z medicíny na University of Leeds roku 1926.
Roku 1930 se stal členem Labouristické strany a začal se angažovat v North Staffordshire Miners Federation (Hornická federace). Dále byl aktivním členem Socialist Health Association (Sociální zdravotnické sdružení). Roku 1937 byl zvolen do městské rady v Stoke-on-Trentu, kde působil do roku 1952. Roku 1945 byl za Labouristy zvolen poslancem dolní sněmovny parlamentu Spojeného království. Svou lékařskou praxi provozoval na severu Staffordshiru, kde mnoho obyvatel pracovalo v kamenolomech. Věnoval se zde problematice silikózy a zasadil se o vytvoření vládního kompenzačního fondu pro lidi trpící pneumokoniózou. Úspěšná byla i jeho mediální kampaň za pomoc pro dělníky v dolech, kteří trpěli chorobami plic.

## Lidice budou žít (Lidice Shall Live)

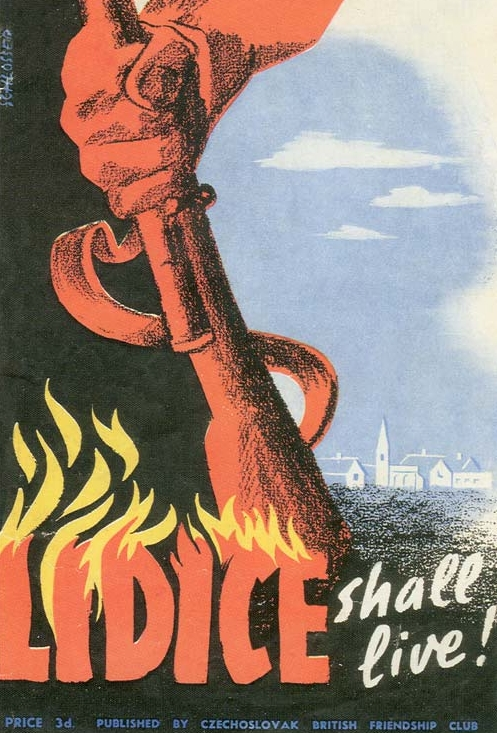
Plakát projektu Lidice budou žít

Stross byl velmi pohnut příběhem české vesnice Lidice, která byla za druhé světové války totálně zlikvidována a obyvatelé vyhlazeni. Ihned poté, co se k němu zpráva o masakru dostala, svolal hornické předáky v Stoke-on-Trent (Lidice byly také hornické) a navrhli rekonstrukci Lidic na „věčnou upomínku tohoto zločinu proti lidskosti“. Již 6. září 1942 bylo za přítomnosti československého prezidenta v exilu Edvarda Beneše, sovětského velvyslance Bogomolova a prezidenta Hornické federace založeno hnutí Lidice shall live – Lidice budou žít. Jméno hnutí mělo symbolizovat odpověď na Hitlerovo vyhlášení: „Lidice zemřou navždy.“ Na tomto setkání bylo přítomno více než 3 000 lidí. Dr. Beneš zde prohlásil: „Toto setkání jasně ukazuje, že Lidice nezemřely. Žijí dále minimálně v srdcích obyvatel Stoke-on-Trent. Od této chvíle bude Stoke-on-Trent v srdci každého českého občana.“
V následujících měsících byla zorganizována kampaň na výběr financí potřebných k výstavbě nových Lidic. Hlavními dárci byli horníci a pracující. Za organizaci byl Stross vyznamenán Řádem Bílého lva a stal se předsedou Britsko-Československé společnosti (tuto pozici později využil k oficiálním protestům proti potlačování lidských práv po nástupu komunistů k moci).

## Nové Lidice
Rozhodnutí československé vlády o znovuvybudování Lidic bylo veřejnosti oznámeno 10.06.1945. O dva měsíce později byla vyhlášena soutěž pro architekty a roku 1947 začala samotná výstavba. Hnutí Lidice budou žít na výstavbu významnou měrou finančně přispělo (v přepočtu na současnou měnu částkou asi 1 milion GPB). Stross navštívil Lidice několikrát a jeho přínos byl roku 1957 odměněn cenou Lidická svoboda.
Podpora hnutí neskončila s vybudováním nových Lidic. Roku 1954 Stross navrhl založit v Lidicích Růžový sad. Na jeho popud byly do Lidic v padesátých a šedesátých letech 20. století svezeny stovky růží z celého světa. Velká Británie darovala tomuto sadu ceněný sortiment růží; zásluhu na tom měli známí angličtí pěstitelé růží Wheatcroft z Ruddingtonu u Nottinghamu. Obyvatelé Lidic na Strossovu památku pojmenovali jednu z alejí v Lidickém památníku jménem Alej Dr. Barnetta Strosse.